# Rátkai László
Rátkai László (Budapest, 1944. március 1. – 2023. május 17.) magyar bajnok labdarúgó, edző, sportvezető.

## Pályafutása

### Játékosként
1954-ben kezdte a labdarúgást a Ferencvárosban (Bp. Kinizsi) és az ifjúsági csapattal 1960-61-ben bajnokságot nyert. Az élvonalban 1962-ben mutatkozott be és itt is bajnok lett. Ezenkívül még két bajnok címet szerzett a Fradival és egyszer volt döntős az MNK-ban. Tagja volt 1964-65-ös idényben Vásárvárosok Kupáját nyert csapatnak, de a döntőn nem játszott. A Ferencvárosba összesen 68 mérkőzésen szerepelt (28 bajnoki, 27 nemzetközi, 13 hazai díjmérkőzés) és 22 gólt szerzett (5 bajnoki, 17 egyéb). 1968 és 1974 között a Szombathelyi Haladás labdarúgója volt. Itt hagyta abba az aktív sportot.

### Edzőként, sportvezetőként
1974-től a Haladás edzője volt. 1979-ig a tartalékcsapatnál dolgozott, 1979-80-as idényben és 1984 és 1987 között a csapat vezetőedzője volt. 1980 és 1984 között az ifjúsági csapat edzője volt. 1987 és 1989 között az utánpótlás szakág vezetője, 1989 és 1993 között a labdarúgó szakosztály igazgatója.
1983-84-ben az utánpótlás válogatott edzője volt.
1989-92 és 1993-tól az osztrák SV Sefra Oberwart (Felsőőr) edzője is volt.

## Sikerei, díjai
- Magyar bajnokság:
  - bajnok: 1962–63, 1964, 1967
  - 2.: 1965, 1966
  - 3.: 1963 ősz
- Magyar Népköztársasági Kupa (MNK)
  - döntős: 1966
- Vásárvárosok kupája (VVK)
  - győztes: 1964–65